# Thomas Südhof
Thomas Christian Südhof là một nhà hóa sinh người Mỹ gốc Đức. Ông là người đồng nhận Giải Nobel Y học (với James Rothman và Randy Schekman) năm 2013.

## Sự nghiệp
Thomas Südhof sinh ngày 22 tháng 12 năm 1955, lớn lên tại Göttingen và Hannover. Sau khi đậu tú tài vào năm 1975 tại trường Waldorfschule ở Hannover, Südhof học y khoa tại đại học RWTH Aachen, cũng như Đại học Harvard và tại Đại học Göttingen. 1982 ông lấy bằng Tiến sĩ Y khoa tại viện Max-Planck về Sinh lý Hóa học (Max-Planck-Institut für biophysikalische Chemie).

## Giải thưởng
Thomas Südhof lãnh giải thưởng Nobel về Y khoa 2013 cùng 2 nhà sinh học người Hoa Kỳ, nhờ công lao khám phá và mô tả cơ chế kiểm soát giao thông trong tế bào. Các công trình trên có thể giúp việc nghiên cứu và chữa trị nhiều bệnh nan y từ bệnh tiểu đường đến bệnh AIDS.

## Phát biểu
- Nói về Trump và sự thật: Tôi thấy nó nguy hiểm và làm cho lo lắng, cái cách Trump rõ ràng là nói dối - ví dụ, việc có liên quan đến thay đổi khí hậu. Nếu chúng ta không quan tâm đến sự thật trong tranh luận công cộng, nó sẽ có hậu quả đối với khoa học. Bởi vì nếu sự thật không còn quan trọng nữa, thì khoa học cũng không còn quan trọng. Điều đó gây nguy hiểm cho tương lai của chúng ta - không chỉ cho nền văn hóa, mà còn hoàn toàn trong ý nghĩa thực tiễn. Những loại thuốc mới từ đâu đến, nếu bạn không làm khoa học trung thực? [6]